# Paul Gordan
Pour les articles homonymes, voir Gordan.
Paul Gordan (1837-1912) est un mathématicien allemand. Il a été surnommé le « roi de la théorie des invariants ».

## Biographie
Paul Albert Gordan est né à Breslau le 27 avril 1837 et mort à Erlangen le 21 décembre 1912 .
Il est l'élève de Carl Jacobi à l'Université de Königsberg avant d'obtenir son doctorat de mathématiques à l'Université de Breslau. Il devient ensuite professeur à l'Université d'Erlangen.

## Travaux
Son résultat le plus connu affirme que l'anneau des invariants des polynômes homogènes à coefficients complexes à deux variables de degré fixé n (c'est-à-dire l'anneau des polynômes en les n + 1 coefficients invariants par l'action de SL(2, ℂ)) est de type fini,. Ce résultat, obtenu après des calculs explicites complexes, est difficile à étendre à un plus grand nombre de variables. David Hilbert aborde ce problème d'une façon plus abstraite, ce qui permet de généraliser la théorie des invariants de façon significative. Gordan est le directeur de thèse d'Emmy Noether.
On lui doit le théorème de Gordan et, en collaboration avec Alfred Clebsch, la découverte des coefficients de Clebsch-Gordan.